# Културни расизам
Културни расизам, понекад неорасизам, нови расизам, постмодерни расизам или диференцијалистички расизам, концепт је који се примјењује на предрасуде и дискриминацију засновану на културним разликама између етничких или расних група. Укључује идеју да су неке културе супериорне у односу на друге и да су различите културе у основи некомпатибилне и да не би требале коегзистирати у истом друштву или држави. По томе се разликује од биолошког или научног расизма, што значи да су предрасуде и дискриминација укоријењене у перцепцији биолошких разлика између етничких или расних група.
Концепт културног расизма развили су током осамдесетих и деведесетих година 20. вијека западноевропски научници Мартин Бејкер, Етјен Балибар и Пјер-Андре Тагијеф. Ови теоретичари су тврдили да непријатељство према имигрантима, тада евидентно у западним земљама, треба означити расизмом, изразом који се користи за описивање дискриминације на основу перцепције биолошке расе од почетка 20. вијека. Тврдили су да је биолошки расизам постојао све непопуларнији у западним земљама током друге половине 20. вијека и да је замијењен новим, културним расизмом који се умјесто тога ослања на вјеру у суштинске и непремостиве културне разлике. Примјетили су да су ову промјену промовисали крајње десничарски покрети попут фрацуске Нове деснице.
Представљена су три главна аргумента зашто вјеровање у суштинске и непремостиве културне разлике треба сматрати расистичким. Једна је да непријатељство на културној основи може резултирати истим дискриминаторским и штетним праксама као вјеровање у суштинске биолошке разлике, попут експлоатације, угњетавања или истребљења. Друга је да су вјеровања у биолошке и културне разлике често међусобно повезане и да биолошки расисти користе тврдње о културној разлици да би промовисали своје идеје у контекстима у којима се биолошки расизам сматра друштвено неприхватљивима. Трећи аргумент је да идеја културног расизма препознаје да су се у многим друштвима групе попут имиграната и муслимана подвргле расилизацији, због чега се на њих гледало као на засебне друштвене групе одвојене од већине на основу својих културних особина. Под утицајем критичке педагогије, они који позивају на искорјењивање културног расизма у западним земљама углавном су тврдили да би то требало учинити промовисањем мултикултурног образовања и антирасизма кроз школе и универзитете.
Расправљало се о корисности концепта. Неки научници тврде да се предрасуде и непријатељство засновано на култури довољно разликује од биолошког расизма, па није прикладно користити израз расизам за обоје. Према овом становишту, укључивање културних предрасуда у концепт расизма превише га проширује и слаби његову корист. Међу научницима који су користили концепт културног расизма водиле су се расправе о његовом обиму. Неки научници тврде да би исламофобију требало сматрати облик културног расизма. Други се не слажу, тврдећи да док се културни расизам односи на видљиве симболе разлике попут одјеће, кухиње и језика, исламофобија се првенствено односи на непријатељство на основу нечијих вјерских увјерења.